# 24750 Ohm
24750 Ohm (1992 SR17) là một tiểu hành tinh vành đai chính được phát hiện ngày 24 tháng 9 năm 1992 bởi F. Borngen và L. D. Schmadel ở Tautenburg.